# Qalawun
Sayf al-Din Qalawun al-Alfi al-Mansur fue un sultán mameluco de Egipto que reinó entre 1279 y 1290. De origen kipchak, alcanzó el trono egipcio ya mayor; para entonces había participado en numerosas campañas militares. Desbarató una importante invasión mongola en 1281 y conquistó algunas de las escasas plazas cruzadas que aún existían en el Levante mediterráneo. Falleció en noviembre de 1290, cuando se preparaba para conquistar Acre.

## Orígenes
Qalawun era kipchak, de la tribu Burj Oghlu. Nació en torno al 1220 y fue hecho esclavo ya adulto. A diferencia de la mayoría de los sultanes mamelucos, nunca aprendió a hablar árabe con soltura. Cuando ascendió al trono del sultanato de Egipto debía rondar los sesenta años. Era tan atractivo que se pagó por él mil dinares, lo que le otorgó su sobrenombre de al-Alfi («el de los mil»).
En 1249, pasó de servir a un emir a ingresar en el cuerpo de mamelucos bahríes del sultán ayubí al-Salih Ayyub. Como Baibars, abandonó Egipto tras la muerte de su jefe en 1254, aunque luego regresó a servir con Qutuz cuando se desencadenó la invasión mongola de Siria en 1259-1260. A principios del reinado de Baibars, ya era uno de los principales mamelucos bahríes, uno de los cuatro encargados de la fortaleza de la isla Roda donde estos estaban acuartelados. Dirigió, junto con el señor ayubí de Hama, el ejército mameluco que corrió el reino de Cilicia en 1266, derrotó a sus ejércitos, saqueó sus principales ciudades, capturó al heredero al trono y sumió al reino en la decadencia, de la que nunca se recuperó. Era uno de los mamelucos de confianza de Baibars, que casó a su heredero con una de las hijas de Qalawun en 1276. Para entonces sobresalía ya entre los principales emires salihíes —libertos de al-Salih Ayyub—.
Para cuando asumió el título de emir con el nombre de Al-Malik al-Mansur («el rey victorioso») el 4 de diciembre de 1279, ya era un militar veterano que había participado en numerosas campañas contra los cruzados y había mandado las expediciones de 1266 y 1275 contra el Reino de Cilicia. De su nombre como soberano, sus mamelucos recibieron el de mansuríes. Para hacerse con el trono, derrocó al joven Salamish, uno de los hijos de Baibars, que apenas había reinado cuatro meses.

## Sultán

Conquistas y campañas de Qalawun como sultán de Egipto (1279-1290). Las aspas con fecha indican plazas conquistadas y la fecha correspondiente. Con estrellas azules, las poblaciones saqueadas o conquistadas temporalmente.
Sultanato mameluco
Territorios cruzados (reino de Jerusalén, condado de Trípoli y reino de Chipre).

### Comparación con Baibars y características de su gobierno
El reinado de Qalawun tuvo muchas similitudes con el anterior de su conmilitón y compatriota de origen, Baibars. Los dos eran kipchaks y mamelucos salihíes. Los dos tuvieron que enfrentarse a rebeliones en Damasco, redujeron los territorios cruzados en Siria y Palestina, realizaron campañas contra los armenios y nubios y lucharon contra los mongoles. Incluso algunos de los emires que habían destacado en el reinado de Baibars también lo hicieron en el de Qalawun.
El nuevo sultán obtuvo el respaldo de los principales emires, pero no el grueso de la población. Tardó varios meses en atreverse en desfilar por la capital y, cuando finalmente lo hizo, la población le lanzó casquería. Por el contrario, pudo contar con un nutrido grupo de fieles mamelucos veteranos, reclutados durante los largos años como emir, que le sirvieron en distintos puestos clave de la Administración. Favoreció principalmente a los emires salihíes, mientras que los zahiríes recibieron un trato ambiguo: algunos prosperaron durante el reinado de Qalawun, mientras que otros fueron enviados a provincias o eliminados. Al principio del reinado —durante la campaña de 1281 contra los mongoles—, desbarató una importante conspiración tramada por el antiguo virrey del destronado al-Said Barakah, Kunduk al-Zahiri, en la que participaron varios emires zahiríes y contingentes de origen mongol —como lo era de nacimiento al-Zahiri—; el destacado emir salihí Baysari, que fue uno de los conjurados, acabó por desvelar la confabulación al sultán. Más tarde se descubrieron otras. Para evitar que los virreyes se volviesen poderosos, los reemplazaba a menudo. Cuando se hallaba en Siria, Egipto quedaba en manos del príncipe heredero al-Malik al-Salih Ali, considerado capaz, y del virrey.
Qalawun fomentó el comercio, en especial con las repúblicas marítimas italianas, aunque la participación de estas en expediciones cruzadas hizo que se limitasen los movimientos de sus mercaderes. Parte de la prosperidad de Egipto dependía del comercio mediterráneo que dominaban los italianos. El sultán favoreció también el comercio de esclavos, en el que predominaban los mercaderes genoveses. En la exportación de especias —venidas de China, la India y el sureste asiático— a Europa destacaban genoveses y venecianos, pero también participaban mercaderes venidos de Francia y de la península ibérica. Los aranceles que pagaban estos comerciantes y los que viajaban a Asia suponían una parte notable de los ingresos del sultán. Aumentó también la superficie irrigada en Egipto y trató de mejorar la agricultura del sultanato, que prosperó durante sus años de reinado.

### Rebelión de Damasco
El primer reto serio fue la rebelión de Sunqur al-Ashqar, el gobernador de Damasco. Esta comenzó en abril de 1280, cuando este se enteró de la toma del poder de Qalawun; la revuelta contó con el favor de la población damascena, siempre remisa a ser gobernada desde Egipto. La apoyaron también diversas ciudades sirias y palestinas (Alepo, Hama, Safed y Kerak). Sin embargo, en la batalla disputada en Jasura, al sur de Damasco, el 21 de junio, los rebeldes fueron derrotados. Qalawun visitó la ciudad el año siguiente, aunque nunca llegó a gozar de las simpatías de sus habitantes. Al-Ashqar logró escapar del campo de batalla y refugiarse en Saone, en el norte de Siria.

### Conflicto con los mongoles

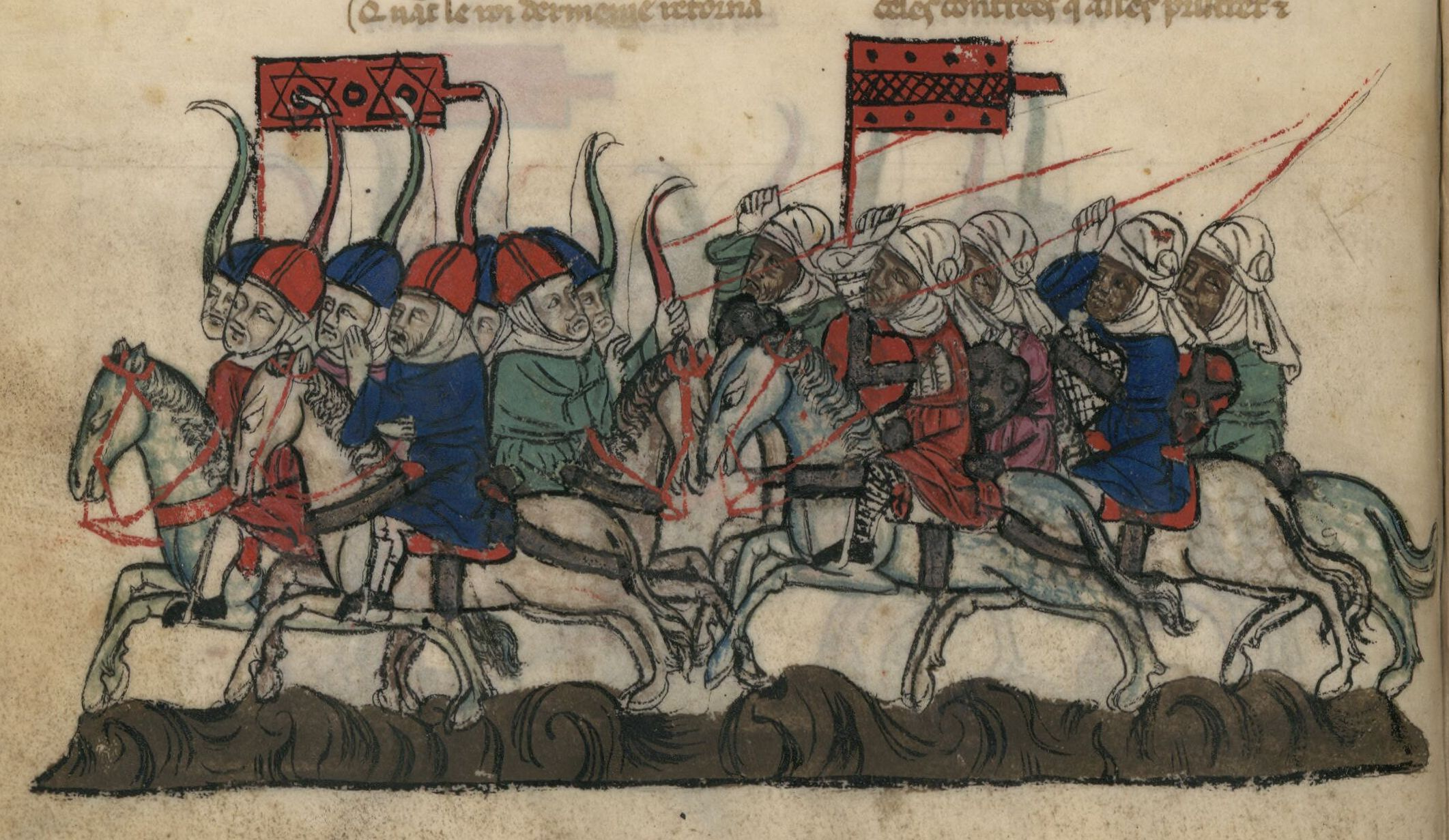
Miniatura medieval que muestra a los arqueros mongoles (a la izquierda) perseguidos por la caballería mameluca (derecha) durante la reñida segunda batalla de Homs. Aunque Qalawun obtuvo la victoria, las copiosas bajas debilitaron al ejército del sultanato, que no abordó nuevas campañas hasta 1283.

Tras la derrota, al-Ashqar huyó al norte y se refugió en la fortaleza de Saone, desde donde parece que solicitó el auxilio de los mongoles del Ilkanato. Estos tomaron Aintab, Baghras y Darbsaq en septiembre y saquearon la indefensa Alepo el 20 de octubre antes de retirarse. El 25 de octubre de 1280, antes de partir a enfrentarse a ellos, Qalawun nombró heredero a su hijo Ali. Cuando llegó la noticia de la retirada mongola, el sultán se hallaba en Gaza y retornó a El Cairo.
Antes de que pudiesen regresar los mongoles y aprovechar el conflicto entre Qalawun y al-Ashqar, estos alcanzaron un acuerdo: el segundo aceptó al primero como sultán, a cambio de recibir como señorío diversas localidades sirias (Saone, Balatunus, Antioquía y Apamea, entre otras) en el noroeste de la región. Para asegurarse el flanco izquierdo en un posible choque con los mongoles, Qalawun firmó treguas de diez años con los hospitalarios de Marqab y con el conde de Trípoli. En general, los Estados cruzados se hallaban demasiado débiles y enzarzados en disputas internas como para entrometerse en el conflicto o luchar con el sultán. En abril de 1281, Qalawun había partido de nuevo hacia Siria para enfrentarse a los mongoles.
La esperada invasión mongola se produjo por fin en el otoño del 1281, cuando unos cincuenta mil mongoles y otros treinta mil aliados (armenios, turcos anatolios y georgianos principalmente), penetraron en Siria al mando del hermano del ilkan, Mongke-Temur. Los ejércitos chocaron el 29 de octubre en Homs. Los dos bandos sufrieron abundantes bajas, aunque la victoria, pírrica por el enorme coste, la obtuvieron los mamelucos egipcios, gracias en gran parte al papel desempeñado en la lid por los beduinos sirios. Furioso por la derrota de Mongke-Temur, el ilkan Abaqa se disponía a emprender una nueva invasión cuando falleció en abril de 1282. Los consejeros de su sucesor, su hermano mayor Tekuder, que se había convertido al islam, le aconsejaron que buscase la paz. Tekuder envió una embajada a Egipto, proponiendo que se firmase la paz y se abriesen las fronteras al comercio, pero su oferta fue rechazada. El fracaso de la tentativa selló el destino de Tekuder, despreciado por los generales mongoles, que lo derrocaron y asesinaron en 1284.

### Debilidad
La costosa victoria de Homs dejó al ejército vencedor diezmado y al sultán con abundantes problemas: tuvo que mantener la autonomía de al-Ashqar en el norte de Siria, permitir las correrías de los hospitalarios de Marqab y afrontar un levantamiento beduino que saqueó Naplusa y Gaza a finales de 1281. La debilidad del sultán favoreció a los cruzados del sur, que pudieron firmar con él diversas treguas: los templarios de Tortosa lo hicieron el 16 de abril de 1282 y Acre el 3 de junio del año siguiente. Las cláusulas del pacto estipulaban que los cristianos de Levante debían avisar al sultán en caso de que se acercasen cruzados de Europa o se preparase una campaña mongola contra los mamelucos. La tregua debía durar diez años, diez meses, diez días y otras tantas horas, pero solo cubría los escasos territorios del reino de Acre: quedaban excluidas Tiro (que se había separado del reino), Beirut, Trípoli y Latakia. Las condiciones de la tregua mantenían también el derecho de los cristianos a peregrinar a Nazaret.
Cuando el ejército se recuperó lo suficiente como para emprender una nueva campaña, el sultán buscó un enemigo débil: los armenios de Cilicia, cuyo puerto de Ayas fue saqueado por el virrey de Alepo en 1283. El objetivo de la incrusión era principalmente económico: destruir la ruta comercial mongola que servía para transportar los productos asiáticos a Europa a través de los puertos armenios; los mamelucos deseaban dominar este comercio y concentrarlo en Egipto. En 1284 se volvió a realizar una incursión contra el mismo enemigo, los armenios de Cilicia. El motivo de los ataques era tanto político —castigar la alianza armenia con los mongoles y el antiguo sostén que habían prestado a los cruzados del norte, antioqueños y tripolitanos— como económico —obtener madera y hierro, escasos en los territorios del sultán—. Las campañas dieron fruto y en 1285 el rey de Cilicia, León II de Armenia, solicitó la paz, que Qalawun concedió a cambio de un oneroso tributo y otras importantes concesiones comerciales.

### Reforzamiento del contingente real de mamelucos
Qalawun consiguió reclutar el mayor ejército de mamelucos (entre seis y doce mil, según los distintos cálculos) de todo el periodo del sultanato. Un grupo selecto de entre ellos formado por trescientos emires y tres mil soldados, se acuarteló en la ciudadela de El Cairo y recibieron el nombre de buryíes («los de la torre»). El resto de mamelucos reales se acuartelaron en distintos puntos de la capital, pues la fortaleza de Roda se destruyó, ya que constituía una amenaza para el sultán. Parte de los esclavos que nutrieron el enorme ejército de Qalawun lo suministraron los comerciantes genoveses, que los traían desde Crimea a través del Bósforo o desde Cilicia y de diversos puertos del sur de Anatolia. A diferencia de anteriores sultanes, cuyos mamelucos eran principalmente de origen kipchak, Qalawun los adquirió de orígenes diversos: había mongoles, griegos, georgianos, abjasios y turcos, y, entre los buryíes, abundaban los circasianos.

### Campañas en Nubia
Qalawun envió varios ejércitos a Nubia. El primero partió en enero de 1288, que libró una encarnizada batalla junto a la capital enemiga (Dongola), que acabó con la retirada al sur del rey Semamun y de parte de la población y con la instalación en el trono de uno de sus sobrinos, protegido por una guarnición mameluca. La retirada del grueso del ejército egipcio permitió, empero, el regreso de Semamun y la expulsión de los mamelucos. El sultán envió por tanto una nueva expedición en octubre de 1289, que se enfrentó a la misma estrategia enemiga: la evacuación de la capital, que el ejército egipcio pudo ocupar sin oposición. Aunque los destacamentos egipcios enviados al sur pudieron capturar a parte de los huidos y devolverlos a Dongola, en cuanto los egipcios regresaron al norte Semamun recuperó el trono de nuevo. Para acabar con el conflicto con el sultán, sin embargo, el rey se avino a pagar el tributo que su sobrino el usurpador había acordado con los egipcios, propuesta que Qalawun aceptó.

### Campañas contra los cruzados

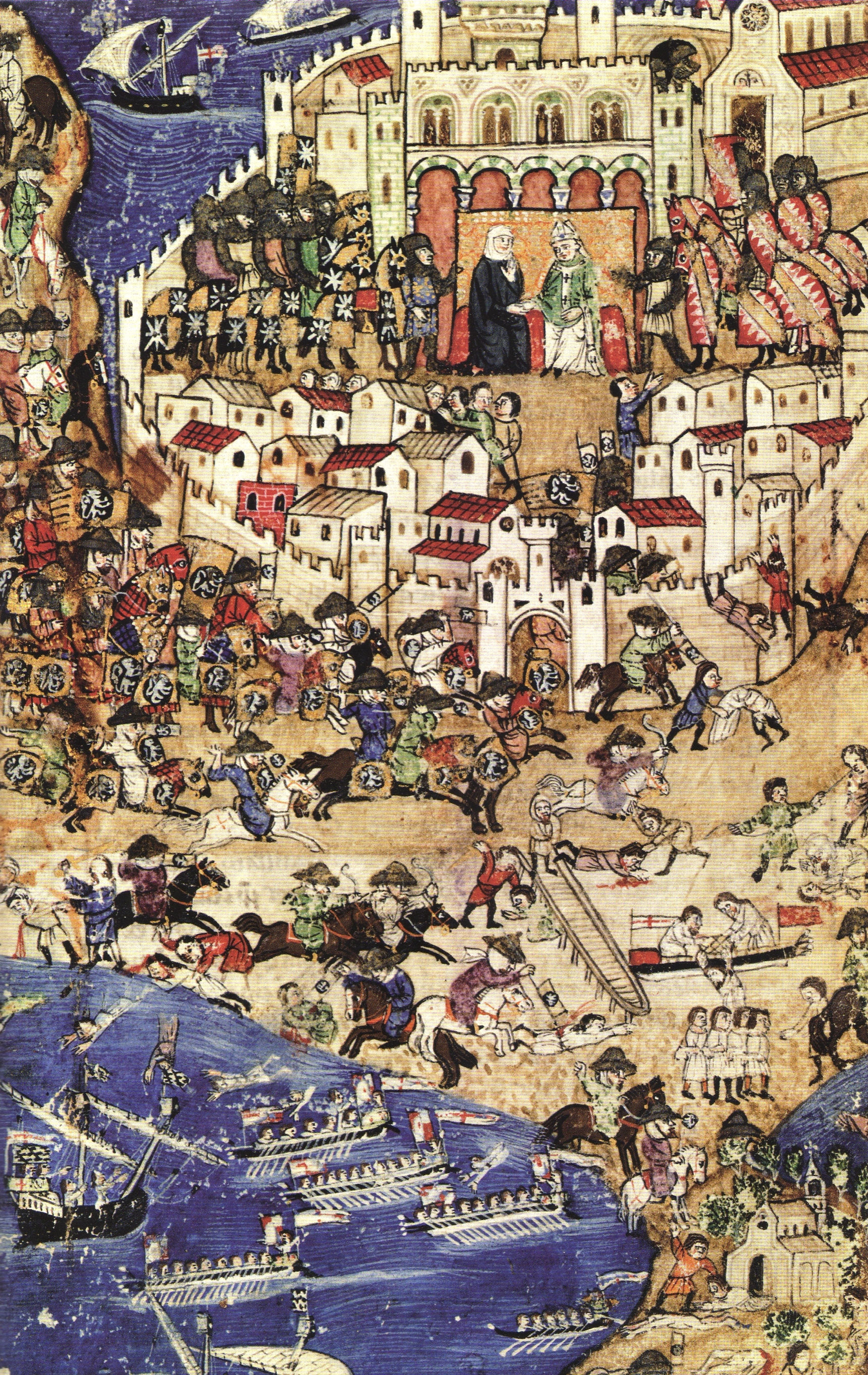
Representación medieval del asedio de Trípoli, que concluyó con la conquista mameluca de la ciudad en 1289.

En 1285, Qalawun por fin emprendió una campaña contra los Estados cruzados y en la primavera asedió Marqab. Los hospitalarios no esperaban el ataque, pues confiaban en la tregua que el sultán había firmado con la orden. El sitio fue arduo, pero acabó con la rendición de los hospitalarios que defendían la plaza el 25 de mayo. Qalawun castigó así la alianza de la orden con los mongoles, y su participación en la invasión mongola de 1281. El sultán obtuvo Maraclea indirectamente: como carecía de la flota necesaria para cercarla adecuadamente, amenazó al conde de Trípoli, que compensó a Bartolomeo, señor de Maraclea, para que entregase la población a Qalawun. El verano de ese año, las señoras de Beirut y Tiro se apresuraron a solicitar treguas al sultán, que las concedió.  En marzo de 1286, un terremoto le permitió apoderarse de Latakia en abril. En 1287, logró la rendición de Saone donde al-Ashqar había dado amparo a varios de los conjurados de la fallida confabulación de Kunduk al-Zahiri.
En 1288 y probablemente para impedir que Trípoli se integrase en el imperio marítimo genovés después de que Bartolomeo Embriaco se hiciese con el gobierno de la ciudad, Qalawun se aprestó para conquistarla. La repentina muerte de su primogénito hizo que la campaña se pospusiese hasta el año siguiente. El 27 de abril de 1289, la ciudad cayó en poder del sultán, que obtuvo un riquísimo botín. Para evitar que los cruzados pudiesen reconquistarla, Qalawun ordenó que fuese arrasada; una nueva ciudad se construyó tierra adentró. A continuación, sus huestes conquistaron fácilmente Batrún y Enfeh. El señor de Gibelet también se sometió al sultán, y pudo conservar la plaza durante una década más. La campaña se había producido a pesar de que el condado había firmado una tregua con Qalawun que debía haberlo protegido del embate mameluco, pero el sultán justificó la ruptura del pacto afirmando que este lo había suscrito con el fallecido conde Bohemundo VII de Trípoli y no con la comuna que se había apoderado de la ciudad a su muerte.
La pérdida de la rica Trípoli, opulenta sobre todo por su exportación de tejidos de calidad a Europa, no alarmó a esta, enfrascada en sus propias disputas internas. Si inquietó, sin embargo, al vecino reino armenio de Cilicia, que solicitó renovar la paz con el sultán, que concedió la petición a cambio de la cesión de varias fortalezas fronterizas.
En 1290, tras firmar un nuevo acuerdo comercial con Génova pese a la conquista de Trípoli —las represalias genovesas acabaron pronto, cuando el sultán cesó temporalmente el comercio alejandrino con la república italiana—, preparaba el asedio de Acre cuando murió, el 10 de noviembre. Le sucedió su hijo Jalil. La campaña contra Acre se había desencadenado por las atrocidades de los cruzados venidos del norte de Italia en naves venecianas y aragonesas en agosto del 1290 que, una vez restablecido el comercio con los musulmanes de Siria, habían asesinado a algunos mercaderes. Tras diversas y fallidas negociaciones que podían haber salvado la ciudad, Qalawun se puso en marcha con el ejército el 4 de noviembre, tras haber prometido pasar por las armas a todos los cristianos de Acre. Enfermo, falleció cinco días más tarde, en Marjat at-Tin, tras hacer jurar a su heredero que continuaría la campaña que acababa de comenzar.